# Архиепархия Вашингтона (Римско-католическая церковь)

Герб архиепархии Вашингтона

Архиепархия Вашингтона (лат. Archidioecesis Vashingtonensis) — архиепархия Римско-Католической церкви с центром в городе Вашингтон, США. В митрополию Вашингтона входит епархия Сент-Томаса. Кафедральным собором архиепархии Вашингтона является Собор святого Матфея в городе Вашингтон.

## История
15 ноября 1947 года Римский папа Пий XII издал буллу «Universi dominici gregis», которой учредил архиепархию Вашингтона, упразднив архиепархию Балтимора-Вашингтона. 12 октября 1965 года Римский папа Павел VI издал буллу «Fidelium christianorum», которой возвёл архиепархию Вашингтона в ранг митрополии.
28 мая 1974 года архиепархия Вашингтона уступила часть своей территории новой епархии Арлингтона.

## Ординарии архиепархии
- кардинал Патрик Алоизиус О’Бойл (27.11.1947 — 03.03.1973)
- кардинал Уильям Уэйкфилд Баум (05.03.1973 — 18.03.1980)
- кардинал Джеймс Алоизиус Хики (17.06.1980 — 21.11.2000)
- кардинал Теодор Эдгар Маккэррик (21.11.2000 — 16.05.2006) — кардинал (2001—2018), лишён сана
- кардинал Дональд Уильям Вюрл (16.05.2006 — 12.10.2018)
- кардинал Уилтон Дэниэл Грегори (04.04.2019 — 06.01.2025)
- кардинал Роберт Уолтер Макэлрой (с 06.01.2025)

## Источник
- Annuario Pontificio, Libreria Editrice Vaticana, Città del Vaticano, 2003, ISBN 88-209-7422-3;
- Булла Universi dominici gregis, AAS 40 (1948), стр. 100 Архивная копия от 5 октября 2018 на Wayback Machine  (лат.);
- Булла Fidelium christianorum Архивная копия от 16 января 2010 на Wayback Machine  (лат.).